# Oak Forest, Illinois
Oak Forest là một thành phố thuộc quận Cook, tiểu bang Illinois, Hoa Kỳ. Năm 2010, dân số của thành phố này là 27962 người.

## Dân số
Dân số qua các năm:
- Năm 2000: 28051 người.
- Năm 2010: 27962 người.